# 日本アカデミーリーグ
日本アカデミーリーグ（にっぽんアカデミーリーグ）は、2005年5月に設立された、専門学校を中心とした野球リーグのことである。

## 参加チーム
- ウェルネス彩（埼玉県）
- 芝浦工業大学（埼玉県）
- 大東文化大学（埼玉県）
- 松戸BC TYR（千葉県）
- ABC東京野球クラブ（東京都）
- 日本ウェルネススポーツ専門学校A（東京都）
- 日本ウェルネススポーツ専門学校B（東京都）
- 日本ベースボール・セキュリティ専門学校（新潟県）
- 名古屋ウェルネススポーツカレッジ（愛知県）
- 茅ヶ崎サザンカイツ（神奈川県）